# Bos javanicus domesticus
Bos javanicus domesticus — домашняя форма бантенга (Bos javanicus), выведенная в Индонезии. Он был важным источником мяса и использовался для пахоты.

## История и распространение
Bos javanicus domesticus — один из немногих видов настоящего крупного рогатого скота, который не произошел от вымерших туров. Их предки, дикие бантенги, были одомашнены около 3500 года до нашей эры.
Наиболее вероятным регионом, где могло произойти одомашнивание бантенга, является остров Ява. На материке из-за наличия одомашненного азиатского буйвола в одомашнивании бантенга не было особой нужды. На протяжении веков центром разведения домашних бантенгов был Бали.
Bos javanicus domesticus был завезен в Восточный Тимор, Яву, Малайзию и Австралию в качестве домашнего скота и составляет около четверти всего поголовья крупного рогатого скота Индонезии. На восточных островах они составляют до четырех пятых крупного рогатого скота. На Северной территории Австралии они одичали и бродят большими стадами, повреждая посевы.

## Внешний вид и строение
У Bos javanicus domesticus есть горб, белое пятно на крупе, белые чулки и белый цвет, простирающийся под животом. Самки красновато-желтые, а самцы красновато-коричневые, становящиеся темно-коричневыми по мере созревания. По сравнению с дикими бантенгами, Bos javanicus domesticus меньше по размеру, демонстрирует менее очевидный половой диморфизм, имеет меньшие рога и менее развитую холку. Масса быков в среднем от 335 до 363 кг, а коров — от 211 до 242 кг.
Bos javanicus domesticus отличается замечательной способностью расти на некачественных кормах и высокой плодовитостью.

## Использование человеком
По темпераменту Bos javanicus domesticus робок и напоминает оленей, что делает их подходящими для вспашки рисовых полей, но их копыта слишком мягкие, чтобы тянуть груз по асфальтированным дорогам. Однако, механизация и урбанизация делают их ненужным в качестве тягловых животных.
Мясо молодняка этих животных отличается исключительной нежностью.
Недостатки Bos javanicus domesticus включают малый вес при рождении и прекращении питания молоком, высокий уровень смертности телят, медленные темпы роста и низкую молочную продуктивность.

## Разведение
Искусственное осеменение впервые было внедрено для Bos javanicus domesticus на юге Сулавеси и Тимора в 1975 и 1976 годах. Оно проводится на Бали с 1980-х годов со спермой из Национального центра искусственного осеменения Сингосари, а сперма производилась и распространялась Центром искусственного осеменения. провинции Бали с 2001 года.

## Болезни
Bos javanicus domesticus отличается высокой устойчивостью к большинству болезней. Однако они подвержены злокачественным катаральным заболеваниям. Он также очень восприимчив к болезни Джембрана, которая была впервые описана у крупного рогатого скота в 1964 году.

## Сохранение
Поголовье Bos javanicus domesticus сокращается в большинстве мест из-за большей потребности в продуктах крупного рогатого скота, чем он может давать. В последние годы были призывы увеличить поголовье Bos javanicus domesticus. Ронни Рахман Нур из Богорского сельскохозяйственного института заявил, что правительство Индонезии недооценило Bos javanicus domesticus просто потому, что он был местным, и что необходимо принять национальную политику для его оптимального сохранения.
Правительство Индонезии осознало необходимость изучения новых стратегий для улучшения низкой продуктивности Bos javanicus domesticus и решения проблем, связанных с разведением и питанием, но это внедрение было слишком медленным.
Из-за ввоза коров в Индонезии остаётся все меньше чистокровных бантенгов. Скрещивания между обоими видами, в частности с зебу, начались довольно рано и выдали как результат новые породы.